# Patricia Connors
Patricia Cahalan Connors (* 1945) ist eine US-amerikanische Chordirigentin und Komponistin.
Connors studierte Musikerziehung am Saint Mary’s College in Notre Dame, Indiana, und Chorleitung an der Indiana University und der University of Iowa. Sie ist Direktorin für die Chorarbeit an der St. Catherine University und leitet dort den Frauenchor, die St. Catherine Choral Society und die Madrigal Singers. Sie trat mit diesen Chören im In- und Ausland auf und gibt mit der Choral Society jährlich zwei Konzerte mit Orchester, bei den neben Werken wie Bachs Magnificat, Händels Messias und den Messen von Haydn und Mozart auch zeitgenössische Werke wie Strawinskis Psalmensinfonie, Brittens Rejoice in the Lamb, Bernsteins Chichester Psalms und Coplands American Folksongs aufgeführt wurden. Das Ensemble sang unter Connors’ Leitung ebenfalls die Uraufführung von Jocelyn Hagens Requiem Ashes of Roses und neuer Werke von Albert Biales. Eine Aufnahme der Carmina Burana mit dem Orchester des College of St. Catherine erschien bei Schott Music. Als Komponistin trat Connors mit Chorwerken hervor.